# Dylan Strome
Dylan William Strome (ur. 7 marca 1997 w Mississauga, Ontario, Kanada) – hokeista kanadyjski, gracz ligi NHL, reprezentant Kanady.

## Kariera klubowa
- Erie Otters (2013 - 7.07.2015)
- Arizona Coyotes (7.07.2015 - 26.11.2018)
  -  Erie Otters (2015 - 2017)
  -  Tucson Roadrunners (2017 - 2018)
- Chicago Blackhawks (26.11.2018 -

## Kariera reprezentacyjna
- Reprezentant Kanady na MŚJ U-20 w 2016
- Reprezentant Kanady na MŚJ U-20 w 2017

## Sukcesy
Reprezentacyjne
- Srebrny medal mistrzostw świata juniorów do lat 20: 2017
- Srebrny medal mistrzostw świata: 2019

Indywidualne
- Występ w Meczu Gwiazd AHL w sezonie 2017-2018
- Mistrzostwa Świata w Hokeju na Lodzie 2019/Elita:
  - Piąte miejsce w klasyfikacji skuteczności wygrywanych wznowień: 63,33%[1]